# Chiesa dei Santi Gervasio e Protasio (Bormio)
La chiesa collegiata dei Santi Gervasio e Protasio è la parrocchiale di Bormio, in provincia di Sondrio e diocesi di Como; fa parte del vicariato di Bormio. 
Situata in situata in Piazza Cavour 18, è il maggior edificio religioso del paese. 

## Storia
La prima citazione di una chiesa a Bormio, definita battesimale, è da ricercarsi in un diploma di Carlo Magno dell'803. Una seconda menzione della chiesa è in un documento dell'imperatore Lotario dell'824 nel quale si confermava la giurisdizione della diocesi di Como sulla Valtellina. La chiesa divenne arcipretale nell'XI secolo; si sa che verso il termine del XIII secolo il capitolo era composto, oltre all'arciprete, anche da cinque canonici, saliti a dodici qualche secolo dopo, ma nel 1445, come attestato dalla relazione della visita pastorale del vescovo Gerardo Landriani Capitani, il numero s'era ridotto. 
La pieve venne ampliata nel 1551. L'edificio fu danneggiato dalle truppe svizzere nel 1620 e distrutto da quelle spagnole nel 1621.
La nuova parrocchia venne costruita tra il 1628 ed il 1641 su progetto di Gaspare Aprile da Lugano. Nel corso di quel secolo, inoltre, l'antica pieve foraniale di Bormio fu trasformata in vicariato. Nell'atto della sua costituzione, si apprende che comprendeva, oltre alla parrocchia di Bormio, quelle dei Santi Nicola e Giorgio di Furva, San Gallo di Premadio, San Lorenzo di Oga, Santi Martino e Urbano di Pedenosso, Sant'Abbondio di Semogo, Santa Maria di Livigno, la viceparrocchia di Santa Maria di Cepina e la parrocchia coadiutorale di Santa Maria di Isolaccia.

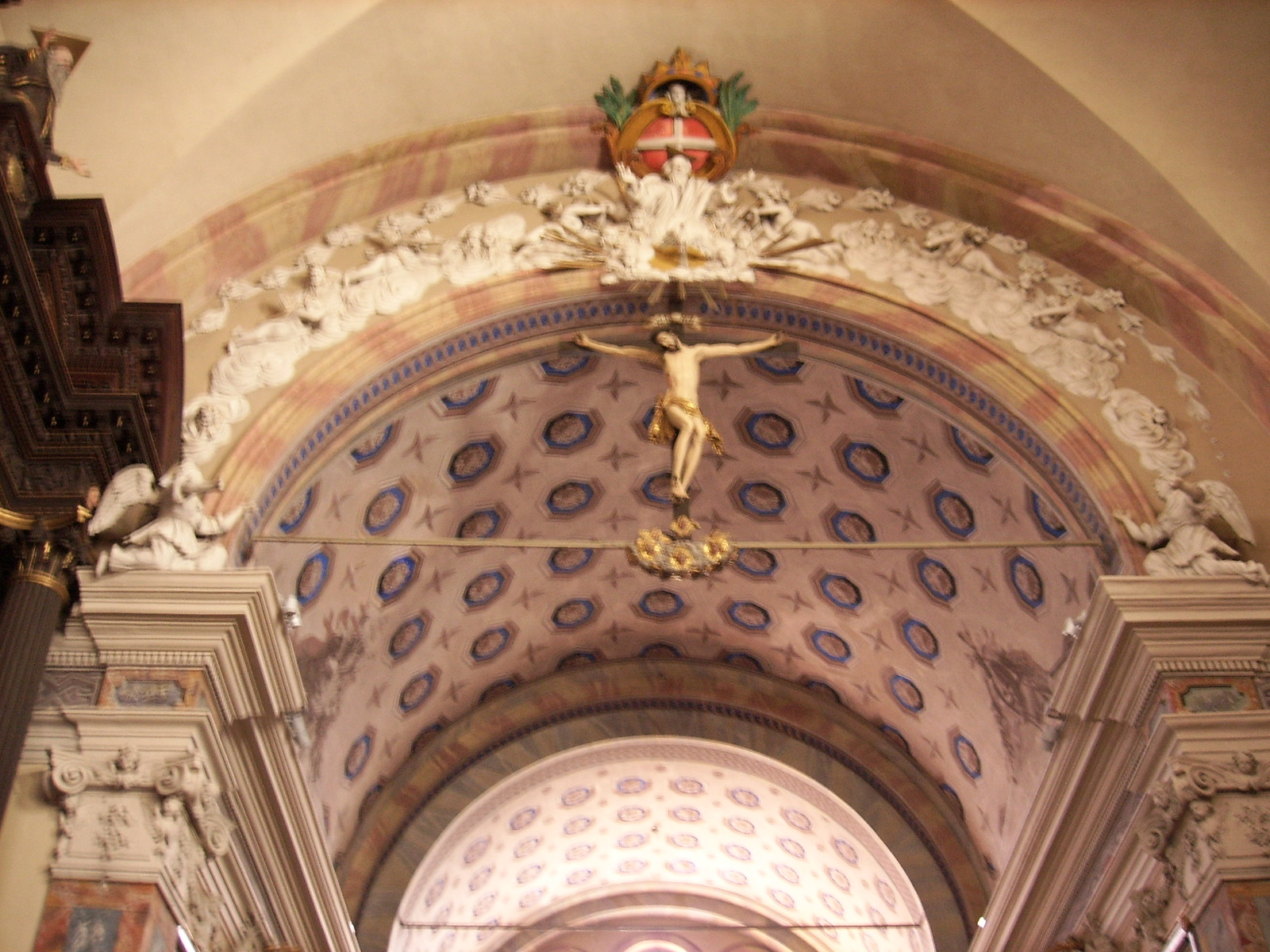
L'interno

Da un documento del 1816 s'apprende che del vicariato facevano parte le parrocchie di Bormio, Cepina, Isolaccia, Livigno, Oga, Pedenosso, Piatta, Premadio, San Nicolò-Valfurva, Semogo e Trepalle; a queste s'aggiunsero nel 1886 anche Sant'Antonio Morignone, nel 1932 Valdisotto e nel 1933 anche Madonna dei Monti. Dalla relazione  della visita pastorale del 1892 si apprende che, all'interno della pieve di Bormio, esistevano le confraternite del Santissimo Sacramento, del Santissimo e Immacolato Cuore di Maria, del Rosario e del Sacro Cuore di Gesù e che i fedeli erano 2150. All'inizio del Novecento alcune parrocchie furono scorporate dal vicariato di Bormio e andarono a formare quello di Livigno; questa variazione venne, però, annullata il 20 aprile 1952 e si ritornò alla situazione iniziale. Nel frattempo, nel 1927 era stato restaurato il campanile.
Nel 1968 la chiesa passò dal vicariato di Bormio, soppresso in quell'anno, alla neo-costituita zona pastorale dell'Alta Valtellina, salvo poi essere riaggregata a esso nel 2011 nell'ambito della nuova divisione territoriale diocesana che ha portato alla ricostituzione dei vicariati.

## Descrizione

### Esterno
L'edificio di culto si affaccia su piazza Cavour anticipato dal piccolo sagrato delimitato da un parapetto in muratura, e presenta il fronte principale diviso su due ordini da una cornice marcapiano. Il frontone termina con il grande timpano triangolare. L'ordine inferiore è tripartito da lesene e presenta centrale il grande portale neoclassico.

### Interno
Opere di pregio conservate all'interno della chiesa sono il ciborio ligneo risalente al 1646, l'organo, ottocentesco, costruito dal bergamasco Luigi Parietti, il presbiterio con volta a botte impreziosito da due tele del 1721 di Giuseppe Prina raffiguranti il Martirio dei Santi Gervasio e Protasio e il Trasporto delle loro reliquie, e la tela del Trionfo della musica liturgica, realizzata tra il 1666 e il 1678 da Carlo Marni con la partecipazione di Paolo Colberg e Baldassarre Rocca. Questa tela veniva usata durante le celebrazioni liturgiche del periodo di quaresima per coprire l'organo che doveva rimanere silente.
Affreschi del 1393 sono presenti sulla volta del corridoio che collega il locale sagrestia con la casa canonica raffiguranti Cristo Pantocratore  e la Madonna del latte e apostoli e profeti e sono considerati tra i più antichi di Bormio.